# Gunnar Helén
Nils Gunnar Helén (* 5. Juni 1918 in Vingåker, Södermanlands län, Schweden; † 7. Dezember 2002 in Nacka, Stockholm) war ein schwedischer Politiker.

## Leben
Helén studierte nach dem Schulbesuch Linguistik und war später Mitarbeiter beim Radiotjänst sowie als Reporter bei den Zeitungen Stockholms-Tidningen und Svenska Morgonbladet tätig.
Seine politische Laufbahn begann er zwischen 1952 und 1954 als Vorsitzender der Jugendorganisation (Liberala ungdomsförbundet) der liberalen Volkspartei. 1953 wurde er erstmals zum Abgeordneten des Reichstags gewählt, dem er mit einer Unterbrechung zwischen 1966 und 1970 bis 1976 angehörte. 1965 wurde er Landshövding der Provinz Kronoberg und behielt dieses Amt bis 1970.
1969 wurde er Nachfolger von Stefan Wedén als Vorsitzender der liberalen Volkspartei. 1970 folgte er diesem auch als Vorsitzender der liberalen Fraktion im Reichstag. In diesen Funktionen suchte er die Zusammenarbeit mit den nichtsozialistischen Parteien. Bei der Wahl zum Schwedischen Reichstag 1973 erlitt die Partei jedoch eine empfindliche Niederlage und verlor 6,8 Prozent der Wählerstimmen und 24 ihrer bisher 58 Mandate. 1975 folgte ihm daher Per Ahlmark als Parteivorsitzender, dem er 1976 auch den Fraktionsvorsitz übergab.
Helén war zuletzt zwischen 1977 und 1984 Landshövding der Provinz Stockholm. Zugleich war er zwischen 1978 und 1984 Vorsitzender des Rundfunkrates (Sveriges Radios styrelse).